# IC 2842
IC 2842 је спирална галаксија у сазвјежђу Лав која се налази на листи објеката дубоког неба у Индекс каталогу.
Деклинација објекта је + 9° 39' 7" а ректасцензија 11h 27m 47,7s. Привидна величина (магнитуда) објекта IC 2842 износи 15,4 а фотографска магнитуда 16,2.